# Xi Geminorum
Xi Geminorum (ξ Geminorum / ξ Gem), conosciuta anche con il suo nome tradizionale di Alzirr, è una stella della costellazione dei Gemelli di magnitudine apparente +3,35. Dista 57 anni luce dal sistema solare

## Caratteristiche fisiche

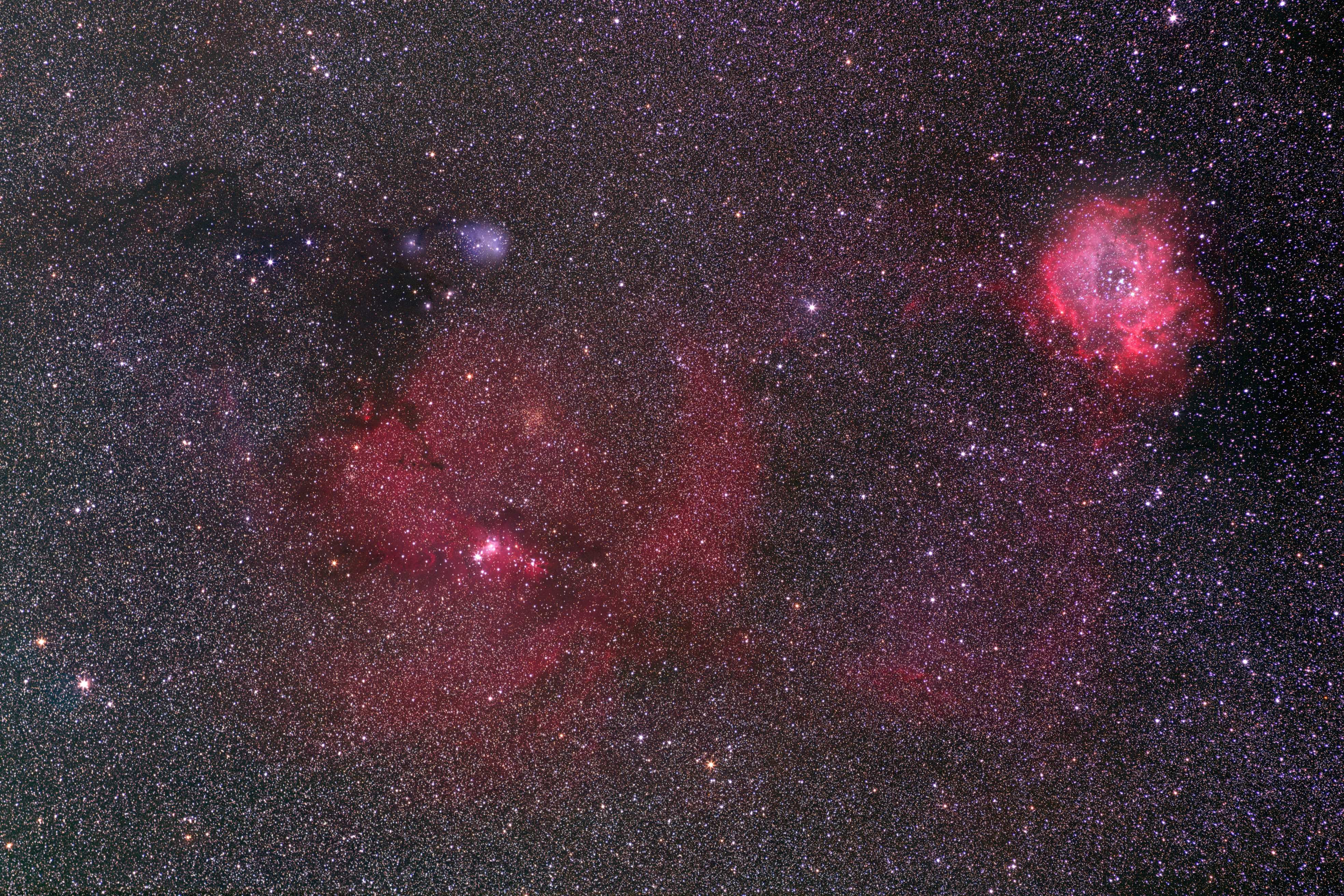
In questa immagine del complesso nebuloso molecolare di Monoceros OB1 e della Nebulosa Rosetta, è la stella più brillante in prossimità del bordo sinistro dell'immagine.

Xi Geminorum è classificata come subgigante bianco-gialla di tipo spettrale F5IV, che ha terminato, o è in procinto di farlo, l'idrogeno nel suo nucleo da fondere in elio. Ha una massa 1,7 volte quella del Sole, un raggio 2,7 volte superiore ed è 11 volte più luminosa del Sole. La stella è una variabile Delta Scuti, con la magnitudine che fluttua da +3,33 a +3,42 in periodi multipli. La velocità di rotazione è di 68 km/s, il che la fa ruotare su se stessa in meno di 2 giorni e, assieme ai moti convettivi superficiali, causa un'attività magnetica e un'emissione di raggi X.